# 鼻利莫古
鼻利莫古（びりまくこ、生没年不詳）は、『日本書紀』に登場する百済官吏である。官位は奈率、その後、徳率に昇進。541年に百済聖明王が主宰した「任那復興会議」に出席するほど任那に精通していた。蒙古出身の人。「莫古」は「蒙古」に由来する。

## 概要
『日本書紀』欽明天皇二年七月条によると、任那日本府と新羅とが計を通じたと聞いた百済聖明王は、紀臣奈率彌麻沙、鼻利莫古、奈率木刕眯淳らを任那に遣わし、近肖古王代以来、百済と任那が友好関係にあったことを言い聞かせ、聖明王の任那政策を伝達し、任那が新羅と通じることを戒めた。